# Kjellerup Hovedgård
Kjellerup Hovedgård er en herregård i Hem Sogn som ligger i Mariagerfjord Kommune.
Gården et blevet beboet af en lang række slægter gennem tiden. Blandt de adelige ejere kan nævnes medlemmer af slægterne Hegedal, Seefeld, Løvenbalk og Urne. Men senere er den kommet på borgerlige hænder da borgmesteren i Randers, Anders Stenbech, overtager gården. Efter hans død overtages gården af en slægt med tilnavnet Brask, og denne har gården i noget nær 200 år. I dag ejes gården af familien Neergaard-Petersen.
Kjellerup Gods er på 356 hektar med Stadsgård

## Ejere af gården
- (1430) Jeppe Hegedal
- (1442) Peder Hegedal (Arv efter faderen)
- (1458-1464) Jep Hegedal (Arv efter faderen)
- (1467) Enkefrue Anna Jensdatter (Enke til afdøde Jep Hegedal)
- (1482-1486) Kristiern Hegedal (Arv efter moderen)
- (1486-1499) Tyge Jensen (Seefeld) af Dalsgaard (Bror til Anna Jensdatter, overtager pantebrev fra Kristiern Hegedal)
- (1515-1525) Christoffer Kruse (Overtager gennem giftemål med Anne, Tyge Jensens datter)
- (1535-1557) Peder Kruse (Arv fra faderen)
- (1557-1568) Jørgen Bernekow
- Anders Pedersen Galt
- (1579) Henrik Knudsen Gyldenstierne til Aagaard
- (1579-1580) Kronen
- (1580-1598) Knud Mogensen Løvenbalk (Får Kjellerup i bytte for Rathlousdal)
- Arvingene til Laurids Skram.
- (-1612) Erik Høg til Klarupgaard
- (1612-1615) Enkefrue Christence Dyre (Hustru til afdøde Erik Høg)
- (1615-1627) Christen Høg til Todbøl (Bror til Erik Høg, køber af Christence Dyre)
- (1627-1633) Enevold Seefeldt Christoffersen til Refsnæs, Hellum Herred
- (1633-1653) Axel Jørgensen Urne (Får Kjellerup i bytte for Viffertsholm, Axel er svoger til Enevold Seefeld)
- (1653-1654) Enkefrue Anne Rodsteen (Hustru til afdøde Axel Jørgensen Urne)
- (1654-1678) Claus Dyre (Arver gennem Edel Rodsteen en niece til Anne Rodsteen. Yderligere er han på fadrende side nevø til tidligere ejer Christence Dyre.)
- (1678-1696) Johan Stenbech, Borgmester i Randers (Køber af Claus Dyre)
- (1696-1704) Ejerforhold ukendte. Forpagtes af Anders Sørensen Westergaard
- (1704-1715) Hans Bentzon (Benzon). Forpagtes af Anders Sørensen, så Christian Foss og sidst Tøger Nørkier.
- (1715-1747) Jens Andersen Brask. (Søn af tidligere forpagter Anders Sørensen Westergaard. Køber af Hans Bentzon.)
- (1747-1771) Enkefrue Cecilie Catharine Brask f. Hostrup (Hustru til afdøde Jens Andersen Brask)
- (1771-1800) Rasmus Albret Brask (Søn af Jens Andersen Brask)
- (1800-1818) Jens Andreas Brask (Søn af Rasmus Albret Brask)
- (1818-1839) Enkefrue Kirsten Ring (Hustru til afdøde Jens Andreas Brask)
- (1839-1848) Christen Juul (Forpagter under Kirsten Ring. Gjort til universal arving af Kirsten Ring, da hun ingen børn har.)
- (1848-1906) Christen Johan Høeg Brask
- (1906) Sagfører E. Hauerslev, Proprietær H. Th. Buchtrup og Købmand Sophus Rasmussen.
- (1906-1918) Landbugskandidat Ernst J. Kieler
- (1918-1922) Premierløjtnant Frederik H. A. N. Rosenkrantz von Holstein-Rathlou
- (1922-1926) Konsul Frederik Carl Christian Johansen
- (1926-1929) Forpagter H. Grue
- (1929-1931) Konsul Frederik Carl Christian Johansen
- (1931-1949) Godsejer Erik Christian Andreas Neergaard-Petersen til Ouegaard ved Hadsund
- (1949-1953) Maren Kirstine Svanholm gift Neergaard-Petersen
- (1953-1980) Godsejer Carl Hans Birger Neergaard-Petersen (søn)
- (1980-2007) Godsejer Frederik Neergaard-Petersen (søn)
- (2007-) Godsejer Lars Neergaard-Petersen (søn)

Ejerforholdene angives udelukkende for selve gården, uanset om der sælges andet gods fra. Såfremt der er perioder hvor ejeren ikke fremgår, skyldes det, at der ikke findes noget årstal for overdragelsen. I disse tilfælde vil afslutningsår for en ejer, og begyndelsesår for næste ejer, skulle ses som hhv. tidligst og seneste mulige ejerskifte.